# Hold Me Closer (песня Корнелии Якобс)
Hold Me Closer (с англ. — «Обними меня крепче») — песня шведской певицы Корнелии Якобс, представленная на конкурсе «Евровидение-2022».

## Евровидение
В конце ноября 2021 года было объявлено, что Якобс примет участие в национальном отборе на конкурс «Евровидение—2022» Melodifestivalen. 5 февраля 2022 года состоялся первый полуфинал конкурса, по результатам которого Якобс прошла в финал. 12 марта Корнелия Якобс набрала в общей сложности 146 очков и, таким образом, выиграла отбор и получила право представлять Швецию на «Евровидении—2022».
Название было придумано Корнелией Якобс с Дэвидом Занденом и Исой Молин. Постановкой занимались Якобс и Занден. Мастеринг осуществлял Бьерн Энгельманн.
Швеция участвовала во второй половине второго полуфинала конкурса, который состоялся 12 мая. 29 марта в ходе жеребъевки было объявлено, что страна будет выступать под номером 17. Страна успешно прошла в финале выступила под номером 20. В финале 14 мая Швеция заняла четвертое место с общим счетом в 438 очков.

## Позиции в чартах
| Страна                                    | Высшая позиция |
| ----------------------------------------- | -------------- |
| Australia Digital Tracks (ARIA)           | 41             |
| Финляндия (Suomen virallinen lista)       | 9              |
| Germany Download (Official German Charts) | 7              |
| Global Excl. US (Billboard)               | 132            |
| Iceland (Plötutíðindi)                    | 15             |
| Ирландия (IRMA)                           | 38             |
| Lithuania (AGATA)                         | 5              |
| Нидерланды (Single Top 100)               | 76             |
| Norway (VG-lista)                         | 15             |
| Португалия (AFP)                          | 135            |
| Spain (PROMUSICAE)                        | 88             |
| Sweden (Sverigetopplistan)                | 1              |
| Швейцария (Schweizer Hitparade)           | 53             |
| Великобритания (OCC UK Singles)           | 59             |